# Жоффруа IV Мартел
Жоффруа IV Мартел (фр. Geoffroy IV Martel; ок. 1073 — 19 мая 1106, Канде, Мен и Луара) — граф Анжу с 1098, старший сын Фулька IV от второго брака с Ирменгардой де Бурбон, дочерью Аршамбо IV де Бурбон.

## Биография

### Происхождение
Согласно «Истории сражений заморских» (лат. Historia rerum in partibus transmarinis gestarum) Вильгельма, архиепископа Тира и «Хроники Альберика из Тре-Фонтане» (лат. Chronica Albrici Monachi Trium Fontium) Жоффруа IV Мартел был сыном Фулька IV Ле Решена, графа Анжу и графа Тура от его второй жены Ирменгарды де Бурбон, дочери Аршамбо IV Сильного. Об этом же свидетельствует и запись в «Хронике действий консулов Анжу» (лат. Chronica de Gesta Consulum Andegavorum) в «Хронике Анжу» (фр. Chroniques d'Anjou). По отцовской линии приходился внуком графу Гатине и владельцу Шато-Ландо Жоффруа II Ферреолю и его жене Ирменгарде (Бланке) Анжуйской.

### Правление
Жоффруа IV Мартел, который согласно «Хронике действий консулов Анжу» родился около 1073 года, в раннем возрасте потерял мать. Около 1075 года его родители развелись. В том же году Ирменгарда де Бурбон уехала из Анжера и сочеталась браком с Гильомом де Жалиньи, а 21 января 1076 года его отец Фульк IV Ле Решен женился на Оренгарде де Шатильон, дочери Изембарда де Шатильон. Это был его третий брак. До 1090 года он успел ещё дважды развестись и дважды жениться; в пятый раз на Бертраде де Монфор, дочери Симона I де Монфора и Агнессы д’Эврё. От первого брака отца у Жоффруа IV была единокровная сестра Ирменгарда, от пятого брака — единокровный брат Фульк V Младший.
Из-за неоднократных восстаний своих вассалов, недовольных политикой графа, Фульк IV в 1098 году официально объявил Жоффруа графом Анжу, своим наследником и соправителем, чем закрепил его авторитет в действующей армии. Жоффруа стал графом Анжу под именем Жоффруа IV Мартела. В свою очередь старший сын дал клятву отцу воевать вместе с ним против непокорных вассалов, а также противостоять Вильгельму II, королю Англии и герцогу Нормандии под именем Вильгельма III, вторгшемуся в графство Мэн. В последнем случае Жоффруа вместе с отцом выступил на стороне Эли I, графа Мэна, но, несмотря на их помощь, тот был взят в плен. После смерти Вильгельма II и возвращения в Нормандское герцогство Роберта III, Жоффруа и Фульк IV добились освобождения Эли I и восстановления его власти над графством.
Под 23 июня 1096 года Жоффруа упоминается в документе № XCIII в «Чёрном картулярии» (фр. Cartulaire noir) собора святого Маврикия в Анжере, где говорится, что, вместе с сестрой и братом, он является одним из участников пожертвования, которое было сделано его отцом Фульком собору в Анжере.
В 1104 году Фульк, единокровный брат Жоффруа IV, вернулся в Анжер из Парижа, где он жил со своей матерью, бывшей некоторое время супругой Филиппа I, короля Франции, и заявил о своих правах на графство. Согласно другим источникам, Фульк V вернулся в Анжу в 1106 году, уже после смерти Жоффруа IV.
Жоффруа побаивались бароны и уважало духовенство. Он жестоко усмирял непокорных вассалов. Вместе с отцом взял Ла-Шертр, сжёг Туар, однако во время осады Канде в 1106 году умер, пронзённый стрелой. Существует также версия, что он был убит, возможно, по подстрекательству отца. «Хроника действий консулов Анжу» в «Хронике Анжу» подтверждает информацию о смерти Жоффруа IV в Канде и указывает на то, что он был похоронен в аббатстве Святого Николая в Анжере. Жоффруа не был женат и детей не оставил. После его внезапной смерти Фульк IV восстановил полный контроль над графством Анжу, подчинив всех баронов, и назначил своим наследником Фулька V Младшего.